# Zoo TV: Live from Sydney
Zoo TV: Live from Sydney – wideo rockowej grupy U2, będące zapisem etapu „Zoomerang” ich trasy koncertowej Zoo TV Tour. Zostało nagrane w niedzielę, 27 listopada 1993 roku na stadionie do gry w piłkę nożną, w Sydney. Na kasecie VHS oraz LD ukazało się w maju 1994 roku, a we wrześniu 2006 roku reedycja na DVD. W 1994 roku film zdobył nagrodę Grammy. Międzynarodowo był dostępny również dzięki usłudze pay-per-view.

## Lista utworów
1. Otwarcie koncertu
2. „Zoo Station”
3. „The Fly”
4. „Even Better Than the Real Thing”
5. „Mysterious Ways”
6. „One”
7. „Unchained Melody”
8. „Until the End of the World”
9. „New Year’s Day”
10. „Numb”
11. „Angel of Harlem”
12. „Stay (Faraway, So Close!)”
13. „Satellite of Love”
14. „Dirty Day”
15. „Bullet the Blue Sky”
16. „Running to Stand Still”
17. „Where the Streets Have No Name”
18. „Pride (In the Name of Love)”
19. „Daddy’s Gonna Pay For Your Crashed Car”
20. „Lemon”
21. „With or Without You”
22. „Love Is Blindness”
23. „Can’t Help Falling in Love”

z wyjątkiem utworu „Tryin' to Throw Your Arms Around the World”, granego pomiędzy piosenkami „Numb” i „Angel of Harlem”, wszystkie inne wykonywane tej nocy znalazły się na wideo. Spekulowano, że powodem były kontrowersje spowodowane tym, że wokalista zespołu, Bono podczas wykonywania tego utworu podzielił się z nieletnią fanką szampanem. Inni twierdzili, że grupa nie była usatysfakcjonowana wykonaniem piosenki i dlatego zniknęła ona z filmu. Jednakże producent, Ned O’Hanlon w 1996 roku, podczas internetowego czatu zaprzeczył temu, twierdząc, że koncert był po prostu zbyt długi i trzeba było go skrócić, by mógł zostać wydany.